# Ferenc Lhottka
Ferenc Lhottka, nom parfois francisé en François Lhottka, né en 1896, et mort à une date inconnue, est un joueur et un entraîneur de football hongrois ayant évolué au poste d'attaquant.

## Carrière
Né en 1896 en Autriche-Hongrie, Ferenc Lhottka devient international hongrois à vingt-quatre ans, à l'occasion d'un match disputé le 2 mai 1920 entre la Hongrie et l'Autriche qui se solde par un match nul (2-2). Il évolue alors au Törekvés SC, club basé à Budapest.
En 1926, alors qu'il avait entre-temps rejoint un club autrichien,, il décide de rejoindre la France pour la suite de sa carrière. Il signe alors une licence en faveur du Stade rennais UC, mais, ne comprenant pas le français, fait l'erreur de signer une deuxième licence pour le CSJB Angers. La Fédération française de football tranchant le litige le qualifie pour le compte du Stade rennais, mais le suspend pour trois mois. Il doit donc attendre début décembre 1926 pour faire ses débuts en compétition officielle. Par la suite, Lhottka s'impose comme une recrue de premier plan pour le SRUC, marquant le total de 28 buts en 32 matchs. Cependant, son séjour est entaché d'une nouvelle controverse administrative autour de sa licence, et le Hongrois se retrouve une nouvelle fois suspendu pour trois mois.
En 1929, alors que le Stade rennais abandonne pour une période de trois ans toute participation aux compétitions régionales et nationales, Lhottka rejoint le Racing Club de France. Un choix judicieux, puisque sous les couleurs du club parisien, Lhottka parvient en finale de la Coupe de France 1930. Le 27 avril 1930, le Racing s'incline cependant face à Sète, l'ouverture du score Lhottka à la 80e minute ne suffisant pas devant les réalisations d'Alexander Friedmann (88e) et d'Ivan Bek (94e et 111e). Joueur au Racing jusqu'en 1932, Lhottka débute sa reconversion en devenant entraîneur dans les équipes de jeunes du club. Il en fait de même par la suite au Club olympique de Châlons-sur-Marne en 1936, au Bordeaux Étudiants Club pendant la guerre en 1943, et de nouveau à Châlons-sur-Marne en 1950.

## Palmarès
- 1930 : Finaliste de la Coupe de France avec le Racing Club de France